# Cảng Sōma
Cảng Sōma (相馬港) là cảng biển thuộc thành phố Sōma, tỉnh Fukushima, Nhật Bản.